# Adolf Eichmann
Otto Adolf Eichmann (Solingen, Imperio alemán, 19 de marzo de 1906-Ramleh, Israel, 1 de junio de 1962) fue un criminal de guerra austroalemán y funcionario en el régimen nazi durante la Segunda Guerra Mundial, uno de los principales organizadores del Holocausto y responsable directo de la solución final, principalmente en Polonia, y de los transportes de deportados a los campos de concentración y su posterior asesinato allí. Habiendo alcanzado el rango de Obersturmbannführer de las Schutzstaffel (SS), había sido fichado por Reinhard Heydrich por su habilidad en el manejo de la logística de la deportación en masa de los judíos a los guetos y campos de exterminio en los países del este de Europa ocupados por los nazis durante la guerra.
Eichmann utilizó varios alias, el más conocido siendo Ricardo Klement, durante su estancia en Argentina, desde el 15 de julio de 1950[cita requerida] hasta el 20 de mayo de 1960. Fue secuestrado por el Mosad el 11 de mayo de 1960 y el 20 de mayo de 1960 trasladado a Israel para ser juzgado, siendo encontrado culpable de crímenes de guerra, crímenes contra la humanidad y crímenes contra el pueblo judío en un juicio en Jerusalén que fue transmitido por televisión en todo el mundo. Eichmann fue ejecutado por ahorcamiento.
Adolf Eichmann nació como el mayor de los hijos del contable Karl Adolf Eichmann y su mujer Maria Eichmann (de soltera Schefferling). Su familia era muy nacionalista, de clase media y protestante. La familia se mudó a Linz en Austria en 1914, donde en 1916 murió la madre de Adolf Eichmann. Su padre se casó por segunda vez el mismo año. Después de una carrera escolar irrelevante y no completada (dejó la escuela sin graduarse), entre 1923 y 1925 encontró trabajo en la compañía minera donde su padre o trabajó, o era socio o que perteneció a su padre. Trabajó como dependiente para una empresa electricista de 1925 a 1927 y como dependiente para una petrolera entre 1927 y 1933. «Allí vendió con mucho éxito gasolina y aceite de motor en Alta Austria.»
Eichmann entró en el Partido Nazi austríaco el 1 de abril de 1932 y el mismo año en las SS. En 1933 perdió su puesto de trabajo en la petrolera y se mudó a Alemania, donde recibió catorce meses de entrenamiento militar por parte de las SS. En 1934 pasó al Sicherheitsdienst (Servicio de Seguridad), siendo encargado primero del departamento responsable de asuntos relacionados con las logias masónicas y trabajando desde 1935 en el departamento responsable de los asuntos judíos, especialmente la emigración, donde los nazis ejercían violencia y presión económica.
Al estallar la Segunda Guerra Mundial en septiembre de 1939, Eichmann y su equipo agruparon a los judíos en los campos de concentración y los guetos en las ciudades grandes con la expectativa de ser trasladados hacia el este o por mar. Hicieron planes para reservas judías, primero en Nisko, al sureste de Polonia, y más tarde en Madagascar, pero todos estos planes fueron descartados.
Cuando los nazis inician la invasión de la Unión Soviética en junio de 1941, cambia la política de emigración hacia el exterminio. Copartícipes de este genocidio fueron Heydrich, quien era el superior de Eichmann, y demás líderes militares y administrativos presentes en la Conferencia de Wannsee el 20 de enero de 1942, organizada por Eichmann hasta el último detalle. Eichmann y su equipo fueron los responsables de la deportación y exterminio de los judíos en los campos de concentración, donde las víctimas fueron gaseadas. Alemania invadió Hungría en marzo de 1944 y Eichmann supervisó la deportación de la población judía. Muchas de las víctimas fueron enviadas al campo de concentración de Auschwitz, donde cerca del 75 % fueron asesinadas en el momento de su llegada. Cuando finalizaron los traslados en julio de 1944, 437 000 judíos húngaros habían sido asesinados.
El criminal nazi Dieter Wisliceny testificó en el juicio principal de Núremberg que Eichmann le había dicho en febrero de 1945 que saltaría riéndose en su tumba porque la sensación de que tenía a cinco millones de personas en su conciencia sería para él una fuente de extraordinaria satisfacción.
Después de la derrota de Alemania en 1945, Eichmann fue capturado por las fuerzas estadounidenses, pero se escapó del campo de detención, moviéndose por todo el país para evitar ser localizado. Se escondió en una pequeña villa en la Baja Sajonia, donde vivió hasta 1950, cuando huyó a Argentina bajo identidad falsa. Los servicios de inteligencia israelíes confirmaron su identidad y ubicación en 1960, y posteriormente fue capturado por un equipo del Mossad y agentes de Shin Bet y llevado a Israel para ser juzgado, acusado de quince cargos criminales, incluyendo crímenes de guerra, crímenes de lesa humanidad y crímenes contra la población judía.

## Infancia y juventud

Retrato de Adolf Eichmann en 1942, durante el cénit de su carrera en la jerarquía de la Alemania nazi.

Otto Adolf Eichmann, el mayor de cinco hijos, nació en 1906 en una familia protestante calvinista en Solingen, Alemania. Sus padres fueron Adolf Karl Eichmann, un contable, y Maria (de soltera Schefferling), ama de casa. El padre se trasladó a Linz, Austria, en 1913 para acceder a un puesto como gerente comercial de la Compañía de Tranvías y Electricidad de Linz, y su familia se mudó allí un año después. Al morir María en 1916, el padre de Eichmann se casó con María Zawrzel, una protestante devota con dos hijos.
Eichmann fue a la escuela estatal secundaria (Staatsoberrealschule) Kaiser Franz Joseph en Linz, el mismo instituto al que Adolf Hitler había asistido diecisiete años antes. Tocaba el violín y participó en deportes y clubes, incluyendo un grupo de artesanos y exploradores Wandervogel que incluía a algunos muchachos mayores que eran miembros de varias milicias derechistas. Su bajo rendimiento escolar dio lugar a que su padre lo retirara de la Realschule y lo inscribiera en la universidad vocacional Höhere Bundeslehranstalt für Elektrotechnik, Maschinenbau und Hochbau. Se fue sin obtener un título y entró a la nueva empresa de su padre, la Compañía Minera de Untersberg, donde trabajó durante varios meses. De 1925 a 1927 trabajó como empleado de ventas para la compañía de radio Oberösterreichische Elektrobau AG. Posteriormente, entre 1927 y comienzos de 1933, Eichmann trabajó en la Alta Austria y en Salzburgo como agente de distrito para la Compañía Petrolera Vacuum AG.
Durante esta época se alistó a la Jungfrontkämpfervereinigung, la sección juvenil de la Frontkämpfervereinigung Deutsch-Österreichs de Hermann Hiltl, un movimiento de veteranos de derechas, y empezó a leer periódicos publicados por el Partido Nazi (NSDAP). La ideología del partido estaba el rechazo de la República de Weimar en Alemania y de los términos del Tratado de Versalles, el antisemitismo radical y el antibolchevismo. Prometían un Gobierno central fuerte, incrementar el Lebensraum (espacio vital) para los pueblos germánicos, la formación de una comunidad basada en la raza y la limpieza racial mediante la activa supresión de los judíos, que serían despojados de su ciudadanía y de sus derechos civiles.

## Comienzos de su carrera en el partido
Por consejo del amigo de la familia y líder local de las SS Ernst Kaltenbrunner, Eichmann entró en la rama austríaca del Partido Nazi el 1 de abril de 1932, número de miembro 889,895. Su membresía en las SS fue confirmada siete meses después (número de miembro de las SS 45,326). Su regimiento era SS-Standarte 37, responsable de proteger la sede del partido en Linz y a los oradores del partido en las manifestaciones, que a menudo se volvían violentas. Eichmann realizaba actividades del partido en Linz los fines de semana mientras continuaba en su puesto en la empresa Vacuum en Salzburgo.
Unos meses después de la toma del poder nazi en Alemania en enero de 1933, Eichmann perdió su trabajo debido a los recortes de personal en Vacuum. El partido nazi fue prohibido en Austria aproximadamente al mismo tiempo. Estos eventos fueron factores en la decisión de Eichmann de regresar a Alemania.
Al igual que otros nacionalsocialistas, dejó Austria en la primavera de 1933. Se trasladó a Passau, donde se unió a Andreas Bolek en su cuartel general. Después de asistir a un programa de capacitación en la sede de las SS en Klosterlechfeld en agosto, Eichmann regresó a la frontera de Passau en septiembre, donde fue asignado para dirigir un equipo de enlace de las SS de ocho hombres para guiar a los nacionalsocialistas austríacos a Alemania y contrabandear material de propaganda desde allí a Austria. A finales de diciembre, cuando su unidad fue disuelta, Eichmann fue ascendido a SS-Scharführer (jefe de escuadrón, equivalente a cabo). El batallón de Eichmann del Regimiento Deutschland fue acuartelado junto al campo de concentración de Dachau.
Hacia 1934, Eichmann solicitó la transferencia al Sicherheitsdienst (SD) de las SS para escapar de la «monotonía» del entrenamiento militar y el servicio en Dachau. Eichmann fue aceptado en el SD y asignado a la suboficina sobre francmasonería, organizando objetos rituales incautados para un museo propuesto y creando un índice de fichas de masones y organizaciones masónicas alemanas. Preparó una exposición antimasónica, que resultó ser extremadamente popular. Entre los visitantes estuvieron Hermann Goering, Heinrich Himmler, Ernst Kaltenbrunner y el barón Leopold von Mildenstein. Mildenstein invitó a Eichmann a unirse a su Departamento Judío, Section II/112 del SD, en su cuartel general de Berlín. La transferencia de Eichmann se aprobó en noviembre de 1934. Más tarde llegó a considerar esto como su gran oportunidad. Fue asignado para estudiar y preparar informes sobre el movimiento sionista y varias organizaciones judías. Incluso aprendió un poco de hebreo y yidis, ganando reputación como especialista en asuntos sionistas y judíos. El 21 de marzo de 1935, Eichmann se casó con Veronika (Vera) Liebl (1909–93). La pareja tuvo cuatro hijos: Klaus (nacido en 1936 en Berlín), Horst Adolf (nacido en 1940 en Viena), Dieter Helmut (nacido en 1942 en Praga) y Ricardo Francisco (nacido en 1955 en Buenos Aires). Eichmann fue promovido a SS-Hauptscharführer (jefe de escuadrón) en 1936 y comisionado como SS-Untersturmführer (subteniente) el año siguiente.
La Alemania nazi usó la violencia y la presión económica para animar a los judíos a dejar Alemania por propia voluntad;250 000 de los 437 000 judíos del país emigraron entre 1933 y 1939. Eichmann viajó a la Palestina bajo mandato británico con su superior Herbert Hagen en 1937 para evaluar la posibilidad de que los judíos de Alemania emigrasen voluntariamente a ese país, desembarcando con credenciales de prensa falsas en Haifa, desde donde viajaron a El Cairo en Egipto. Allí se encontraron con Feival Polkes, un agente de la Haganá, con quien no pudieron llegar a un acuerdo. Polkes sugirió que se debería permitir que más judíos se fueran bajo los términos del Acuerdo Haavara, pero Hagen se negó, suponiendo que una fuerte presencia judía en Palestina podría conducir a la fundación de un Estado independiente, lo que sería contrario a la política del Reich. Eichmann y Hagen intentaron regresar a Palestina unos días después, pero se les negó la entrada después de que las autoridades británicas les negaran las visas requeridas. Prepararon un informe sobre su visita, que se publicó en 1982.
En 1938, Eichmann fue enviado a Viena para ayudar a organizar la emigración judía de Austria, que acababa de integrarse en el Reich a través del Anschluss. Las organizaciones de la comunidad judía se pusieron bajo la supervisión de la SD y se encargaron de alentar y facilitar la emigración judía. La financiación provenía del dinero incautado a otras personas y organizaciones judías, así como de donaciones del extranjero, que se colocaron bajo el control de la SD. Eichmann fue ascendido a SS-Obersturmführer (primer teniente) en julio de 1938 y destinado a la Agencia Central para la Emigración Judía en Viena, creada en agosto. Cuando salió de Viena en mayo de 1939, casi 100 000 judíos habían abandonado Austria legalmente, y muchos más habían pasado de contrabando a Palestina y a otros lugares.

## Segunda Guerra Mundial y responsabilidad en el Holocausto

### Transición de la emigración a la deportación
A las pocas semanas de la invasión de Polonia el 1 de septiembre de 1939, la política nazi hacia los judíos cambió de la emigración voluntaria a la deportación forzada. Después de las conversaciones con Hitler en las semanas anteriores, el 21 de septiembre el SS-Obergruppenführer Reinhard Heydrich, jefe del SD, informó a su personal que los judíos debían ser recogidos en ciudades de Polonia con buenos enlaces ferroviarios para facilitar su expulsión de los territorios controlados por Alemania, comenzando con áreas que se habían incorporado al Reich. Anunció planes para crear una reserva en el Gobierno General (la parte de Polonia no incorporada al Reich), donde los judíos y otros considerados indeseables esperarían una más lejana deportación. El 27 de septiembre de 1939, el Sicherheitsdienst (SD; Servicio de seguridad) y la Sicherheitspolizei (SiPo; Policía de Seguridad) – comprendiendo esta última la Geheime Staatspolizei (Gestapo) y la Kriminalpolizei (Kripo) – fueron combinadas en la nueva Oficina Principal de Seguridad del Reich Reichssicherheitshauptamt (RSHA), que se encargó a Heydrich.
Después de un destino en Praga para ayudar a establecer una oficina de emigración allí, Eichmann fue transferido a Berlín en octubre de 1939 para comandar la Reichszentrale für Jüdische Auswanderung (Oficina Central del Reich para la Emigración Judía) para todo el Reich bajo Heinrich Müller, jefe de la Gestapo. Fue asignado inmediatamente para organizar la deportación de 70,000 a 80,000 judíos del distrito de Ostrava en Moravia y el distrito de Katowice en la parte recientemente anexionada de Polonia. Por su propia iniciativa, Eichmann también trazó planes para deportar a judíos de Viena. Bajo el Plan Nisko, Eichmann eligió a Nisko como el lugar para un nuevo campo de tránsito donde los judíos serían alojados temporalmente antes de ser deportados a otro lugar. En la última semana de octubre de 1939, 4,700 judíos fueron enviados a dicho lugar en tren y esencialmente se los dejó valerse por sí mismos en un prado abierto sin agua y poca comida. Los cuarteles fueron planeados pero nunca completados. Las SS condujeron a muchos de los deportados al territorio ocupado por los soviéticos y otros fueron colocados finalmente en un campo de trabajo cercano. La operación se suspendió pronto, en parte porque Hitler decidió que los trenes requeridos debían usarse mejor para fines militares por el momento. Mientras tanto, como parte de los planes de reasentamiento a largo plazo de Hitler, cientos de miles de alemanes étnicos fueron transportados a los territorios anexos, y los polacos y judíos étnicos fueron trasladados más al este, en particular al llamado Gobierno General.
El 19 de diciembre de 1939, Eichmann fue asignado como jefe del RSHA Referat IV B4 (Subdepartamento de RSHA IV-B4), encargado de supervisar los asuntos judíos y la evacuación. Heydrich anunció que Eichmann sería su «experto especial», con la misión de organizar todas las deportaciones a la Polonia ocupada. El trabajo consistía en coordinar las agencias policiales para la retirada física de los judíos, gestionar sus propiedades confiscadas y organizar el financiamiento y el transporte. A los pocos días de su nombramiento, Eichmann formuló un plan para deportar a 600,000 judíos al Gobierno General. El plan fue obstaculizado por Hans Frank, gobernador general de los territorios ocupados, que no estaba dispuesto a aceptar a los deportados, ya que eso tendría un impacto negativo en el desarrollo económico y en su objetivo final de germanización de la región. En su papel de ministro responsable del Plan Cuatrienal, el 24 de marzo de 1940 prohibió Hermann Göring cualquier transporte adicional al Gobierno General a menos que él o Frank lo autorizasen primero. Los transportes continuaron, pero a un ritmo mucho más lento de lo previsto originalmente. Desde el comienzo de la guerra hasta abril de 1941, alrededor de 63,000 judíos fueron transportados al Gobierno General. Durante este periodo, en muchos de los trenes murieron hasta un tercio de los deportados en tránsito. Si bien Eichmann afirmó en el juicio que estaba molesto por las pésimas condiciones en los trenes y en los campos de tránsito, su correspondencia y documentos del período muestran que su principal preocupación era realizar las deportaciones de forma económica y con una interrupción mínima de las operaciones militares en curso de Alemania.
Los judíos se concentraron en guetos en las principales ciudades con la expectativa de que en algún momento serían transportados más al este o incluso al extranjero. Las condiciones horrendas en los guetos (hacinamiento severo, falta de saneamiento y escasez de alimentos) causaron una alta tasa de mortalidad. El 15 de agosto de 1940, Eichmann publicó un memorándum titulado Oficina Principal de Seguridad del Reich: Proyecto Madagascar (Reichssicherheitshauptamt: Madagaskar Projekt), pidiendo el reasentamiento en Madagascar de un millón de judíos al año durante cuatro años. Cuando Alemania no pudo derrotar a la Real Fuerza Aérea británica en la batalla de Inglaterra, la invasión de Gran Bretaña se pospuso indefinidamente. Como Gran Bretaña todavía controlaba el Atlántico y su flota mercante no estaría a disposición de Alemania para usarla en las evacuaciones, la planificación de la propuesta de Madagascar se estancó. Hitler continuó mencionando el proyecto hasta febrero de 1942, cuando la idea quedó archivada definitivamente.

### Conferencia de Wannsee
Desde el comienzo de la invasión de la Unión Soviética en junio de 1941, los Einsatzgruppen siguieron al ejército a las zonas conquistadas y reunieron y mataron a judíos, funcionarios de la Comintern y miembros de alto rango del Partido Comunista. Eichmann fue uno de los funcionarios que recibió regularmente informes detallados de sus actividades. El 31 de julio, Göring dio a Heydrich una autorización por escrito para preparar y presentar un plan para una «solución total de la cuestión judía» en todos los territorios bajo control alemán y para coordinar la participación de todas las organizaciones gubernamentales involucradas. El Generalplan Ost (Plan General para el Este) llamaba a deportar a la población de los territorios de la Europa Oriental ocupados y de la Unión Soviética a Siberia para emplearla como trabajo esclavo o su asesinato.
Eichmann declaró en los interrogatorios posteriores que Heydrich le dijo a mediados de septiembre que Hitler había ordenado que todos los judíos en la Europa controlada por los alemanes fueran asesinados. El plan inicial era implementar el Generalplan Ost después de la conquista de la Unión Soviética. Sin embargo, con la entrada de los Estados Unidos en la guerra en diciembre y el fracaso alemán en la batalla de Moscú, Hitler decidió que los judíos de Europa debían ser exterminados inmediatamente en lugar de después de la guerra, que ahora no tenía final a la vista. En torno a esta fecha, Eichmann fue ascendido a SS-Obersturmbannführer (teniente coronel).
Para coordinar la planificación del genocidio propuesto, Heydrich organizó la Conferencia de Wannsee, que reunió a los líderes administrativos del régimen nazi el 20 de enero de 1942. Como preparativo para la conferencia, Eichmann redactó para Heydrich una lista con las cantidades de judíos en varios países europeos y preparó estadísticas sobre la emigración. Eichmann asistió a la conferencia, supervisó al taquígrafo que tomó las actas y preparó el acta oficial de la reunión que se distribuyó. En la carta de presentación, Heydrich especificó que Eichmann actuaría como su enlace con los departamentos involucrados. Bajo la supervisión de Eichmann, las deportaciones a gran escala comenzaron casi de inmediato a los campos de exterminio de Bełżec, Sobibor, Treblinka y a otros lugares. El genocidio tuvo el nombre en clave de Operación Reinhard en honor de Heydrich, quien murió en Praga a principios de junio a consecuencia de las heridas sufridas en un intento de asesinato. Ernst Kaltenbrunner le sucedió como jefe de la RSHA.
Eichmann no realizó la política, pero actuó en las operaciones. Las órdenes específicas de deportación vinieron del Reichsführer-SS Heinrich Himmler. La oficina de Eichmann fue responsable de recoger información sobre los judíos en cada área, organizar la incautación de sus propiedades y de organizar y programar trenes. Su departamento estuvo en constante contacto con la Oficina de Exteriores, ya que los judíos de naciones conquistadas como Francia no podían ser despojados tan fácilmente de sus posesiones y deportados a la muerte. Eichmann mantuvo reuniones periódicas en sus oficinas de Berlín con los miembros de su departamento que realizaban trabajo de campo y viajó mucho para visitar campos de concentración y guetos. Su esposa, a la que no le gustaba Berlín, residía en Praga con los niños. Eichmann los visitaba al principio una vez por semana, pero a medida que pasaba el tiempo, sus visitas disminuyeron a una vez al mes.

### Hungría
Alemania invadió Hungría el 19 de marzo de 1944. Eichmann llegó el mismo día y pronto se unió a los miembros de alto rango de su personal y a los quinientos o seiscientos miembros de la SD, las SS y la Sicherheitspolizei. El nombramiento por parte de Hitler de un gobierno húngaro más favorable a los nazis significaba que los judíos húngaros, que habían permanecido esencialmente indemnes hasta ese momento, ahora serían deportados al campo de concentración de Auschwitz para hacer trabajos forzados o ser gaseados. Eichmann recorrió el noreste de Hungría en la última semana de abril y visitó Auschwitz en mayo para evaluar los preparativos. Durante los Juicios de Núremberg, Rudolf Höss, comandante de Auschwitz, testificó que Himmler le había dicho a Höss que recibiría de Eichmann todas las instrucciones de las operaciones para cumplimentar la Solución Final. Los arrestos comenzaron el 16 de abril y, a partir del 14 de mayo, cuatro trenes de 3000 judíos por día salieron de Hungría y se dirigieron al campamento en Auschwitz II-Birkenau, llegando a una línea recién construida que terminaba a unos cientos de metros de las cámaras de gas. Entre el 10 y el 25 por ciento de las personas de cada tren eran escogidas para realizar trabajos forzados; el resto eran asesinados horas después de llegar. Bajo la presión internacional, el gobierno húngaro detuvo las deportaciones el 6 de julio de 1944, momento en el que más de 437,000 de los 725,000 judíos de Hungría habían muerto. A pesar de las órdenes de detenerse, Eichmann hizo personalmente las gestiones para enviar trenes adicionales de víctimas a Auschwitz los días 17 y 19 de julio.
En una serie de reuniones que comenzaron el 25 de abril, Eichmann se reunió con Joel Brand, un judío húngaro y miembro del Comité de Socorro y Rescate (RRC). Más tarde, Eichmann testificó que Berlín lo había autorizado a negociar la emigración de un millón de judíos a cambio de 10,000 camiones equipados para las condiciones invernales del Frente Oriental. Nada salió de la propuesta, ya que los Aliados occidentales se negaron a considerar la oferta. En junio de 1944, Eichmann participó en las negociaciones con Rudolf Kasztner que resultaron en el rescate de 1684 personas, que fueron enviadas por tren a un lugar seguro en Suiza a cambio de tres maletas llenas de diamantes, oro, efectivo y valores.
Eichmann, resentido porque Kurt Becher y otros se estaban metiendo en asuntos de la emigración judía, y enojado porque Heinrich Himmler había suspendido las deportaciones a los campos de exterminio, solicitó otro destino en julio. A fines de agosto fue asignado para dirigir un comando para ayudar a evacuar 10,000 alemanes étnicos atrapados en la frontera húngara con Rumania por el avance del Ejército Rojo. Las personas que fueron enviadas a rescatar se negaron a irse, por lo que los soldados ayudaron a evacuar a los miembros de un hospital de campaña alemán atrapado cerca del frente. Por estos hechos Eichmann recibió la Cruz de Hierro de Segunda Clase. A lo largo de octubre y noviembre, Eichmann efectuó gestiones para que decenas de miles de víctimas judías fueran forzadas a marchar, en pésimas condiciones, de Budapest a Viena, a una distancia de 210 km.
El 24 de diciembre de 1944, Eichmann huyó de Budapest justo antes de que los soviéticos completaran el cerco a la ciudad. Regresó a Berlín, donde organizó la quema de los incriminatorios registros del Departamento IV-B4. Junto con muchos otros oficiales de las SS que huyeron en los últimos meses de la guerra, Eichmann y su familia vivían en relativa seguridad en Austria cuando la guerra en Europa terminó el 8 de mayo de 1945.

## Promociones en las SS
Fechas en las que Eichmann fue ascendido en las SS (según las memorias del propio Eichmann):
- SS Mann (soldado raso): 1 de octubre de 1932
- SS Scharführer (sargento primero): 24 de diciembre de 1933
- SS Hauptscharführer (suboficial superior): 23 de octubre de 1937
- SS Untersturmführer (subteniente): 26 de agosto de 1938
- SS Obersturmführer (teniente): 2 de febrero de 1939
- SS Hauptsturmführer (capitán): 1 de agosto de 1940
- SS Sturmbannführer (mayor): 1 de julio de 1941
- SS Obersturmbannführer (teniente coronel): 9 de noviembre de 1941
- SS Standartenführer (coronel): 20 de abril de 1945

## Colaboradores de Adolf Eichmann en el Holocausto
Los delegados de Adolf Eichmann en la Sección IVB4 de la Gestapo tenían como principal responsabilidad la deportación en trenes de los judíos y los enemigos de la Alemania nazi. Para cada país o región ocupada existía un delegado responsable de los envíos de personas hacia los campos de concentración. Entre estos colaboradores de Eichmann estaban:
- Alois Brunner, asistente de Eichmann. De noviembre de 1939 a septiembre de 1944, Brunner dirigió las deportaciones de los judíos de Viena, Moravia, Tesalónica, Niza y Eslovaquia. Desapareció después de la guerra y fue condenado a muerte en ausencia en un juicio en París en 1954. Se le concedió asilo en Siria, donde aparentemente murió en 2010.

- Theodor Dannecker, quien dirigió la preparación de los listados de judíos franceses y españoles para la deportación en 1941, y que fue nombrado comisionado en Italia en 1944. Después de la guerra fue capturado por los estadounidenses y se suicidó en un campo de prisioneros.

- Rolf Günther, asistente de Eichmann y supervisor de los delegados. Responsable de la deportación de los judíos de Grecia y clandestinamente de Turquía.

- Hans Günther, delegado en Bohemia-Moravia.

- Dieter Wisliceny, el introductor de la Estrella de David como distintivo de los judíos. Fue el responsable de la deportación y asesinato en masa de los judíos de Eslovaquia, Grecia y Hungría. Después de la guerra fue extraditado a Checoslovaquia, donde fue ejecutado en febrero de 1948 por las autoridades comunistas.

- Hermann Alois Krumey, miembro de la Policía de Seguridad en Lodz. En 1944 fue enviado a Hungría para organizar la deportación de la comunidad judía de ese país. Fue arrestado en Italia en 1945, y después de varios juicios fue sentenciado a cadena perpetua en 1969.

- Franz Novak, cuya función era la de coordinar los trenes donde iban judíos y gitanos desde cada país hacia los campos de concentración. Hasta 1961 se ocultó en Austria. Juzgado por sus crímenes en 1964, fue sentenciado a 8 años de prisión, aunque el juicio fue anulado en 1966, siendo absuelto de los cargos y liberado.

- Gustav Richter, quien en abril de 1941 fue enviado a Rumanía como asesor de Asuntos Judíos. Realizó el censo de los judíos y gitanos rumanos, planificando la deportación a guetos y el exterminio de cerca de 300.000 judíos en el campo de Belzec. Sus planes fracasaron cuando Rumanía rompió las relaciones con Alemania. Fue sentenciado a 4 años de prisión en 1982.

- Wilhelm Zöpf, delegado de Eichmann en La Haya, responsable de los judíos de los Países Bajos.

- Heinz Röthke, destinado en Francia.

- Franz Abromeit, destinado en Croacia y Hungría.

- Otto Hunsche, destinado en Hungría.

- Siegfried Seidl, destinado en Hungría.

## Fuga, estancia en Argentina, secuestro y traslado a Israel

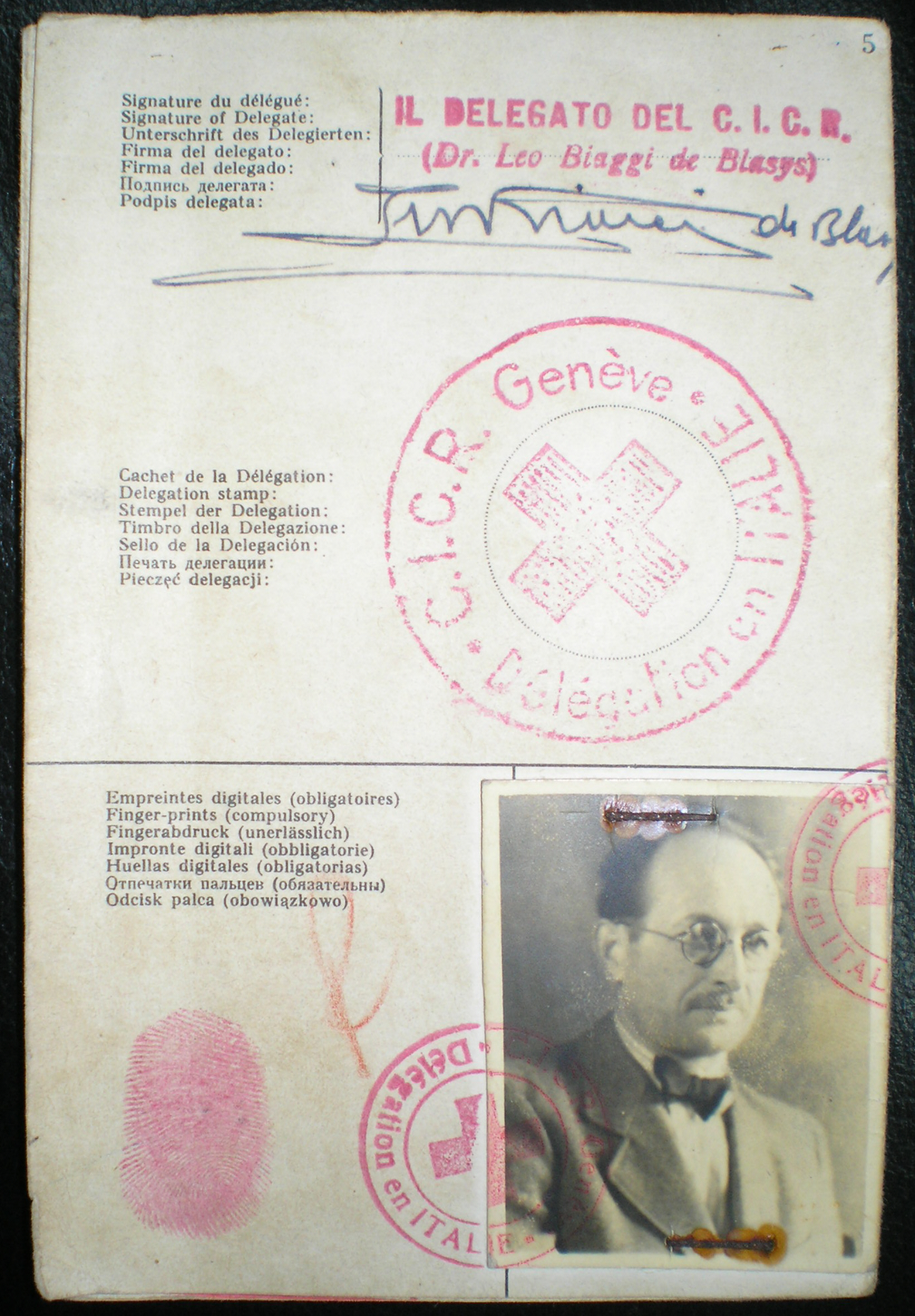
Pasaporte de Eichmann con los datos falsos de Ricardo Klement.

Al final de la guerra, Eichmann fue capturado por las fuerzas estadounidenses y pasó temporadas en varios campos para oficiales de las SS usando papeles falsificados que lo identificaban como Otto Eckmann. Escapó de Cham, Alemania, cuando se dio cuenta de que su identidad real había sido descubierta. Obtuvo nuevos papeles de identidad con el nombre de Otto Heninger y cambió de domicilio con frecuencia durante los siguientes meses. Al principio consiguió trabajo en la industria maderera y posteriormente alquiló una pequeña parcela en Altensalzkoth, donde vivió hasta 1950. El antiguo comandante de Auschwitz Rudolf Höss y otros dieron pruebas condenatorias sobre Eichmann en los Juicios de Núremberg.
En 1948, Eichmann obtuvo un permiso de entrada para Argentina y una identificación falsa bajo el nombre de Ricardo Klement a través de una organización dirigida por el obispo Alois Hudal, un clérigo austríaco residente en Italia con simpatías nazis. En 1950 fue a Génova, donde un franciscano, Edoardo Dömöter, le entregó una carta en la que decía que era un refugiado de guerra. Estos documentos le habilitaron para obtener un pasaporte humanitario del Comité Internacional de la Cruz Roja y los permisos de entrada restantes que permitirían la emigración a Argentina. Partió de Génova en barco el 17 de junio de 1950 y llegó a Buenos Aires el 14 de julio.
Se alojó en un hotel para inmigrantes en el barrio porteño de Palermo Viejo y comenzó a trabajar en un taller mecánico. Luego viajó en tren a Tucumán para trabajar en una empresa alemana. Llevó toda su familia a la Argentina y los trasladó a la provincia de Tucumán. En 1952 quebró la empresa en que trabajaba y empezó a trabajar en una fábrica de zumos de frutas, que tampoco tuvo éxito. Intentó instalar una tintorería, pero fracasó, por lo que se colocó en la fábrica de calefones Orbis. También residió durante un tiempo en las afueras de la ciudad de La Plata, donde trabajó como criador de conejos de Angora.
Vivía en la zona norte del Gran Buenos Aires, en los partidos de Vicente López y San Fernando. En primer lugar, vivió en la calle Chacabuco de la localidad de Olivos (partido de Vicente López), donde había alquilado un inmueble. 
Cuando la empresa alemana Mercedes Benz reabrió sus puertas en 1959, Eichmann se hizo gerente de planta. Se trataba de una empresa de capitales alemanes, sospechosa de estar vinculada a los nazis («un nido de nazis», como la califica la historiadora Gaby Weber).
Con el salario de gerente, compró una casa en la calle Garibaldi 14 (actualmente Garibaldi 6061), en el borde del barrio Bancalari (partido de San Fernando), en la zona norte del Gran Buenos Aires, donde le descubrieron los hombres del Mossad. La casa de la calle Garibaldi fue destruida y no hay ninguna indicación en dicho lugar sobre los hechos ocurridos.
Según los archivos del Servicio Federal de Inteligencia (en alemán, Bundesnachrichtendienst, abreviado BND), los agentes alemanes locales ya sabían que Eichmann se encontraba en Argentina por lo menos desde 1952 pero, según el investigador alemán Holger Meding, esa información no era en el momento considerada relevante para el servicio exterior alemán. Más tarde, Eichmann fue descubierto por Lothar Hermann y su hija Silvia. Lothar Hermann era un judío alemán ciego, vecino suyo, que había migrado a Argentina en 1938 tras ser detenido y torturado por el régimen nazi debido a su condición de judío y comunista. La hija adolescente de Lothar, Silvia, tenía amistad con el hijo de Eichmann. La chica le contaba a su padre anécdotas «del hogar del señor Klement» que le hicieron caer en la cuenta de su verdadera identidad. Hermann siguió interrogando a la niña hasta convencerse, aunque se encontró con el problema de que los jefes del Mossad no daban crédito a un ciego: según la agencia israelí, era imposible que un ciego reconociera a un criminal de guerra. Hasta finales de la década de 1950 no se decidieron a intervenir. El Mossad lo identificó gracias a una serie de fotografías tomadas de manera furtiva, en las que se le reconocía por la particular morfología de su oreja izquierda (las fotos de Eichmann en su período nazi eran casi todas del lado izquierdo). El primer ministro David Ben-Gurión encargó su captura al jefe del Mossad, Isser Harel, que preparó un plan con la información suministrada por el famoso cazador de nazis Simon Wiesenthal, quien también había recibido la misma información pese a que el FBI negó que fuera cierta, aunque Wiesenthal la confirmó gracias a un colaborador que sedujo a una antigua amante de Eichmann.
El 1 de marzo de 1960, Harel envió a Buenos Aires a Zvi Aharoni, jefe interrogador del Shabak, que tras unas semanas de investigación fue capaz de confirmar la identidad del fugitivo. Como el Estado Argentino solía rechazar las solicitudes de extradición de criminales nazis, el primer ministro israelí David Ben-Gurión optó por ordenar la captura ilegal de Eichmann. El propio Harel llegó en mayo de 1960 para supervisar la captura. Rafi Eitan fue designado líder del grupo de ocho agentes, la mayoría de ellos agentes del Shin Bet (Shabak).
El 1 de mayo de 1960, un grupo de nokmin (‘vengadores’, en hebreo) del Mossad llegaron por vía aérea a Buenos Aires e iniciaron la denominada Operación Garibaldi (por el nombre de la calle donde residía Eichmann). Este equipo, dirigido por Rafi Eitan y coordinado por Peter Malkin, «especialista en secuestros y maquillajes», empezó una vigilancia de casi dos semanas, descubriendo que Eichmann era un hombre de hábitos cotidianos, lo que facilitó la elección del lugar de secuestro.

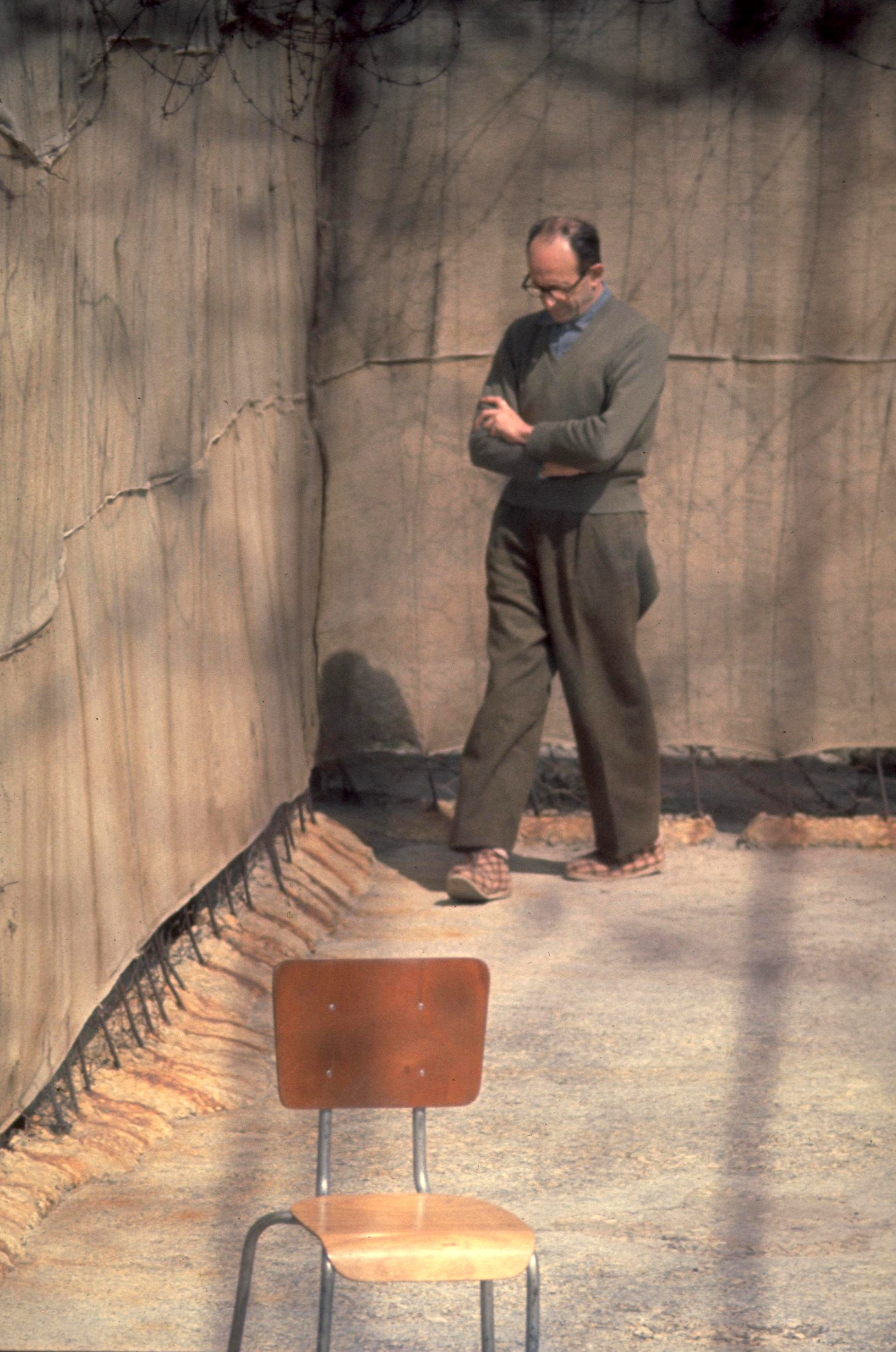
Adolf Eichmann camina en el patio de su celda en la prisión de Ramla (Israel).

El 11 de mayo de 1960 lo esperaron en una calle, fingiendo una avería, y cuando Eichmann bajó de su autobús, uno de los agentes, Peter Malkin, lo llamó con la única frase que conocía en español: un momentito señor. En ese momento, los agentes lo rodearon y lo metieron en el coche. Una vez dentro, uno de los agentes del Mossad le habló en alemán, dándole a entender de esta forma que su fuga había terminado. Fue trasladado a un piso franco, donde fue interrogado. Dijo llamarse Ricardo Klement y luego Otto Henniger. Finalmente dio su número correcto de las SS y admitió su verdadera identidad.
Peter Malkin confesó más tarde:

Eichmann era un hombrecito suave y pequeño, algo patético y normal, no tenía la apariencia de haber matado a millones de los nuestros... pero él organizó la matanza.

Al día siguiente de su secuestro, la empresa Mercedes Benz, sin saber oficialmente qué le había sucedido, dio de baja a Eichmann del registro de pensiones.
Las autoridades argentinas retrasaron una semana la entrada del avión de la aerolínea israelí El Al por motivos burocráticos, lo que incrementaba la posibilidad de que los familiares o amigos de Eichmann dieran la alarma. Mientras esperaban, obligaron a Eichmann a firmar una carta que decía:

Yo, Adolf Eichmann, por medio de esta carta declaro que voy a Israel por mi propia voluntad a limpiar mi conciencia.

El 20 de mayo de 1960, el Mossad sacó a Eichmann del país, drogado, disfrazado de mecánico y con pasaporte falso, y lo condujo a la ciudad de Haifa, en Israel.
Por este secuestro, la cancillería argentina, por medio del embajador Mario Amadeo ―el presidente de Argentina era Arturo Frondizi― denunció una grave violación de su soberanía ante el Consejo de Seguridad de Naciones Unidas. Argentina recibió apoyo del organismo internacional, pero Israel nunca tuvo intenciones de devolver al criminal nazi, lo que generó un grave incidente diplomático entre Argentina e Israel.

## Juicio y ejecución en Israel
La captura fue anunciada con gran despliegue de medios, incidiendo en la colaboración de Simon Wiesenthal (quien había ayudado a localizarlo) y en la causa sionista para encubrir la poco ortodoxa participación del Mossad en la operación.
En Jerusalén, Eichmann fue sometido a juicio por un tribunal presidido por los jueces Moshe Landau, Benjamin Halevy y Yitzhak Raveh. Su abogado defensor fue Robert Servatius.
Eichmann fue sometido a un extenso interrogatorio por oficiales de inteligencia hebrea, expuso detalles de su vida previa a la guerra, su ingreso a las SS y alegó en su defensa que todas sus acciones respondían a la obediencia debida a sus superiores, Himmler, (Odilo Globocnik) y Müller  y que estos se aprovecharon de esta circunstancia. Alegó que muchos de los cargos que se le imputaban lo hacían aparecer como un ideólogo y artífice del Holocausto judío. Declaró además que nunca tuvo sentimientos de odio hacia los judíos y que solo cumplía con su deber, develó que en Hungría se vendían las libertades de cierto número de judíos a cambio de suntuosos montos de dinero local y que fue él quien sugirió en un momento deportar a los judíos a ultramar, específicamente la isla de Madagascar, idea que fue desechada.[cita requerida]
El jurado lo declaró culpable de genocidio.
La sentencia, dictada el 15 de diciembre de 1961, lo condenó a morir en la horca por crímenes contra la Humanidad. Este juicio también está considerado como la gran causa judicial del Estado de Israel. La sentencia se cumplió la madrugada del 1 de junio de 1962 en la prisión de Ramla.
Sus últimas palabras fueron:

Larga vida a Alemania. Larga vida a Austria. Larga vida a Argentina. Estos son los países con los que más me identifico y nunca los voy a olvidar. Tuve que obedecer las reglas de la guerra y las de mi bandera. Estoy listo.

Sus restos fueron incinerados y las cenizas dispersadas en el mar Mediterráneo desde una nave de la Fuerza Naval israelí en presencia de algunos supervivientes del Holocausto, fuera de las aguas jurisdiccionales de Israel. De este modo se pretendía evitar que su tumba se convirtiera en lugar de peregrinación.
En el juicio, Eichmann dejó algunos testimonios del porqué había participado en el Holocausto:

No perseguí a los judíos con avidez ni placer. Fue el Gobierno quien lo hizo. La persecución, por otra parte, solo podía decidirla un Gobierno, pero en ningún caso yo. Acuso a los gobernantes de haber abusado de mi obediencia. En aquella época se exigía la obediencia, tal como lo fue más tarde la de los subalternos.

La filósofa Hannah Arendt hizo un ya clásico estudio del personaje y sus obras a raíz del juicio, titulado Eichmann en Jerusalén. Un estudio sobre la banalidad del mal. En él defiende que el hombre que pasaba por ser el mayor asesino de Europa no era ningún «genio del mal», trazando en ese texto la tesis de la banalidad del mal. Defiende que lo preocupante de la existencia del mal entre nosotros es que cualquier hombre, en determinadas circunstancias, puede reaccionar como Eichmann y cometer actos tremendamente malvados e inhumanos porque cree que es «su obligación» o «su trabajo». Señaló, además, que las acciones de Eichmann bien pudieron haber sido fruto de la subordinación de la cual es víctima un individuo dentro de un régimen totalitario.
Sin embargo, aunque algunos vieron en sus palabras una justificación de las acciones de Eichmann, Arendt no defiende la inocencia del acusado ni cuestiona la condena a muerte final; más bien cree que el planteamiento por el cual Eichmann fue presentado por la Fiscalía como un supervillano no obedecía a la verdad, sino más bien a intereses personales de los acusadores (crear un «caso estrella»), políticos (mostrar al mundo que el Estado de Israel, excluido de los Juicios de Núremberg, podía también juzgar a sus verdugos) y sobre todo sociales (un Israel que había ganado en el campo de batalla cierta seguridad militar, estaba pasando por una cierta crisis existencial y necesitaba un punto en torno al cual pudieran unirse las nuevas generaciones pos-Holocausto).
Hannah Arendt cree, sin embargo, que Eichmann merecía la condena a muerte, pero no por haber organizado ningún plan maestro, o por haber participado físicamente en la muerte de judíos, sino por no haberse opuesto a los crímenes y por haber colaborado eficientemente en el exterminio, incluso excediendo las órdenes de sus superiores directos.

Si los jueces hubieran absuelto libremente a Eichmann de estas acusaciones, estrechamente relacionadas con los espeluznantes relatos de los innumerables testigos que ante ellos comparecieron, no por ello hubieran llegado a un fallo distinto con respecto a la culpabilidad del acusado, quien, en modo alguno, hubiera escapado a la pena capital.
Hanna Arendt

Por ejemplo, cuando el regente de Hungría Miklós Horthy y el propio Himmler, casi al final de la guerra, decidieron suspender las deportaciones de judíos húngaros, Eichmann autorizó motu proprio algunos envíos de judíos a la muerte, con el celo profesional que los nazis llamaban «trabajar en la dirección del Führer y del Reich».

No cabe ninguna duda de que incluso en el mes de abril de 1945, cuando prácticamente todos pasaron a ser «moderados», Eichmann aprovechó una visita que Paul Dunand, de la Cruz Roja Suiza, efectuó a Theresienstadt para hacer constar que no estaba de acuerdo con la nueva política seguida por Himmler con respecto a los judíos.
Hanna Arendt

Las declaraciones de la filósofa, pese a todo, resultaron polémicas, y más dada la circunstancia agravante de su propia condición de judía. También es interesante ver la visión que aporta Michel Onfray sobre Eichmann en su obra El sueño de Eichmann. En otra obra, Un kantiano entre los nazis, Onfray postula la conformidad del pensamiento político kantiano con lo expresado por Eichmann en el juicio: «No hay derecho a rebelarse y hay obligación absoluta de obedecer». Por contra, el historiador estudioso del nazismo Johann Chapoutot considera que el uso de la figura de Kant por parte de Eichmann está desconectado de su sentido kantiano, el cual estaba originalmente basado en el cosmopolitismo (contrario al ideario nazi) y no tenía nada que ver con el nacionalismo alemán y el racismo. También su utilización del imperativo categórico como defensa durante el juicio —que dejó atónitos a jueces y público asistente— ha sido tachada de espuria y meramente retórica.
Rafi Eitan, quien como coordinador jefe entre el Shin Bet y el Mosad dirigió el grupo que capturó a Eichmann, había sido durante 25 años oficial de inteligencia en ambas agencias, y dos décadas después fue nombrado director de Lakam. En noviembre de 1985, fue destituido en este cargo por su responsabilidad de la operación que dirigía una red de espionaje en Estados Unidos.
«Lo más inquietante de Eichmann es que no era un monstruo, sino un ser humano», había declarado en alguna entrevista Peter Malkin, el agente que detuvo a Eichmann, quien, tras 27 años de servicio en el Mossad, se retiró en 1977 como especialista en contraterrorismo en Nueva York, ciudad donde vivió hasta su muerte el 4 de marzo de 2005.
Benjamin Murmelstein, entrevistado por Claude Laznmann en la película "El último de los injustos", se muestra sorprendido y consternado por la supuesta banalidad de Eichmann, a quien trató personalmente durante años. "No era banal. ¡Era un demonio!".
La detención de Eichmann alertó a otros nazis en Argentina y Brasil, como Josef Mengele y Franz Stangl, quienes tomaron precauciones y se ocultaron.

### Impacto
El juicio y su cobertura por parte de los medios renovó el interés en los acontecimientos que tuvieron lugar durante la guerra, y junto con la publicación de memorias e investigaciones, ayudaron a que el Holocausto dejara de ser un tema tabú ante la opinión pública. El juicio recibió amplia cobertura por parte de la prensa de la Alemania Occidental, e incluso consiguió que las escuelas israelíes añadieran lo ocurrido en el Holocausto a sus temarios. En Israel, el relato de los testigos del juicio llevó a un profundo entendimiento del impacto del Holocausto en los supervivientes, especialmente en los jóvenes que no lo vivieron.
En 2015, la televisión británica estrenó una película basada en la grabación del juicio por el productor Milton Fruchtman y el director de programas de televisión Leo Hurwitz. The Eichmann Show tiene como actores protagonistas a Martin Freeman y Anthony LaPaglia. En ella se intercala metraje histórico procedente del juicio que se grabó en 1962.
En 2018, Netflix estrenó la película Operation Finale sobre la localización y secuestro de Adolf Eichmann en Argentina, protagonizada por Ben Kingsley como Eichmann y Oscar Isaac como Peter Malkin, uno de los agentes israelíes.
Tanto la persona como la historia de Eichmann aparecen también como contexto en varias películas sobre la Alemania nazi y el Holocausto, como es el caso de La conspiración del silencio.